# Ронсон, Джон
Джон Ронсон (англ. Jon Ronson, род. 10 мая 1967) — уэльский журналист, режиссёр-документалист, радиоведущий и публицист. Автор книги Безумный спецназ, по которой снят одноименный фильм. С появлением его работ в британских изданиях, таких как газета Guardian, журналы City Life и Time Out, его охарактеризовали как гонзо-журналиста. Он сделал несколько документальных фильмов для телевидения и две документальные серии для Channel 4.